# Herman Tømmeraas
Herman Tømmeraas, född 2 april 1997, är en norsk skådespelare och dansare. Han har bland annat spelat rollen som Christoffer Schistad i dramaserien SKAM, som sändes på NRK. I serien kallas han även Penetrator-Chris. Tømmeraas har tidigare medverkat i TV-serien Stick! där han spelade Truls som spelar cello. Tømmeraas har dansat sen han var 7 år och är bosatt i Solbergelva. Han spelar också rollen som Fjor Jutul i serien Ragnarök på Netflix.

## Filmografi (urval)

### TV-serier
- 2011 – Stick![4]
- 2015 – SKAM[4]
- 2018 – Null
- 2020 - Ragnarök